# Área metropolitana de Memphis
El área estadística combinada de Memphis-Clarksdale-Forrest City, TN-MS-AR (CSA) es el centro comercial y cultural del Medio Sur o Ark-Miss-Tenn. El área estadística combinada definida por el censo cubre once condados en tres estados: Tennessee, Mississippi y Arkansas. Según el censo de 2020, el área metropolitana de Memphis tenía una población de 1.389.905  El área micropolitana de Forrest City, Arkansas se agregó al área de Memphis en 2012 para formar el área estadística combinada de Memphis-Forrest City. En 2023, también se agregó el área micropolitana de Clarksdale, Mississippi para formar la nueva área estadística combinada de Memphis-Clarksdale-Forrest City que, en 2023, tenía una población de aproximadamente 1,4 millones de personas según las estimaciones del censo.
El área metropolitana del Medio Sur tiene una población de 2,4 millones, según estimaciones del censo de 2013. Esta área está cubierta por los canales de noticias locales de Memphis e incluye Missouri Bootheel, el noreste de Arkansas, el oeste de Tennessee y el norte de Mississippi.

## Identidad regional
El área metropolitana de Memphis es parte del Medio Sur de los Estados Unidos. Está culturalmente más asociado con el sur profundo y el delta del Mississippi que con el sur de las tierras altas, como es el caso de las otras grandes ciudades de Tennessee. Memphis, Tennessee, es la ciudad más grande del sur profundo, la tercera más grande del sureste de los Estados Unidos y la octava más grande del sur de los Estados Unidos en su conjunto. Los afroamericanos constituyen casi la mitad de la población del área metropolitana. El Medio Sur tiene el porcentaje más alto de afroamericanos de todas las grandes áreas metropolitanas con al menos un millón de personas. Es el segundo más grande cuando se tienen en cuenta las áreas metropolitanas de menos de un millón de personas después del área estadística combinada de Jackson-Vicksburg-Brookhaven, MS.
El área metropolitana es de naturaleza obrera y la mayor parte de su crecimiento se puede atribuir a su infraestructura logística. Sin embargo, recientemente, más empresas con experiencia en tecnología, como Electrolux y Mitsubishi, han comenzado a incursionar en el área de Memphis.

## Economía
El área de Memphis tiene una economía diversa y sólida. Bien situada en el río más grande de Estados Unidos, el Mississippi, y situada cerca del centro de población de los Estados Unidos, Memphis es un centro de distribución. FedEx mantiene su sede mundial en Memphis y utiliza el Aeropuerto Internacional de Memphis como su supercentro global, lo que convierte al aeropuerto en el aeropuerto de carga más transitado de los Estados Unidos. UPS también utiliza Memphis como centro. El área también alberga uno de los centros logísticos intermodales más grandes de Estados Unidos. Esto incluye ser el tercer corredor de camiones más grande, el cuarto puerto interior más grande y el tercero más grande en servicios ferroviarios de clase I. El Medio Sur tiene el mayor porcentaje de personas empleadas en logística en los EE. UU. El Medio Sur también alberga varias empresas Fortune 500 y 1000, incluidas FedEx, AutoZone, Regions Bank, ServiceMaster, BUPERS, First Horizon Bank, International Paper, y otros. Empresas como Nike, Baskin Robbins, Sharp y Hewlett Packard operan grandes centros de distribución en Memphis.
La atención sanitaria ha comenzado a desempeñar un papel importante en la economía del Medio Sur y representa uno de cada nueve puestos de trabajo. Hay diecinueve hospitales con más de 4100 camas en el Medio Sur. El área también alberga el Hospital de Investigación Infantil St. Jude, un hospital ganador del Premio Nobel en el que trabajan más de 1200 científicos y el Centro de Ciencias de la Salud de la Universidad de Tennessee.

### Turismo
El turismo también contribuye de manera importante a la economía del Medio Sur, siendo la región conocida como la cuna del Rock and Roll y el Blues. Más de ocho millones de personas visitan el área metropolitana de Memphis cada año para actividades relacionadas con el turismo. Más de cuatro millones de personas visitan Beale Street cada año, lo que la convierte en la atracción más visitada de Tennessee. El zoológico de Memphis es uno de los cuatro zoológicos en los EE. UU. que cuenta con un panda gigante y habitualmente está clasificado como uno de los mejores zoológicos de Estados Unidos. La zona turística de casinos de Tunica, en Mississippi, recibe más de doce millones de visitantes al año y es la tercera zona de juego más grande de Estados Unidos, después de Las Vegas y Atlantic City. También contiene una playa lacustre en lago Sardis cerca de Batesville, Mississippi.

## Colegios y universidades
Universidades de cuatro años y escuelas de posgrado
- Universidad de Menfis
- Rhodes College
- Christian Brothers University
- LeMoyne–Owen College
- Baptist College of Health Sciences
- University of Tennessee Health Science Center
- Southern College of Optometry
- Rust College

Universidades de dos años
- Colegio Comunitario del Suroeste de Tennessee
- Colegio Comunitario del Medio Sur
- Phillips Community College de la Universidad de Arkansas
- Colegio Crowley's Ridge
- Colegio Comunitario del Noroeste de Mississippi

## Transporte
Aeropuertos:
- Aeropuerto Internacional de Menfis
- Aeropuerto General DeWitt España
- Aeropuerto de Rama de Olivo
- Aeropuerto Municipal de Millington

Autopistas:
- Interestatal 40
- Interestatal 240 (circunvalación interior)
- Interestatal 55
- Interestatal 69
- Interestatal 269 (circunvalación exterior que conecta el condado de Shelby con los condados de Fayette y DeSoto)
- Interestatal 22 (conecta Hickory Hill y el condado de DeSoto, Mississippi, con Birmingham, Alabama y Atlanta, Georgia)
- Bill Morris Parkway (conecta Piperton, Collierville, Germantown, Southwind y Hickory Hill con la I-240)
- Sam Cooper Blvd (conecta East Memphis y Bartlett con Midtown)
- Ruta 300 del estado de Tennessee (ubicada en el área de Frayser, conecta Watkins y el circuito I-240 con la ruta 51 de EE. UU.)
- Interestatal 555 (conecta Memphis con Jonesboro, Arkansas)
- Ruta 14 del estado de Tennessee (conecta Raleigh con Memphis)

## Composición
El área incluye los siguientes condados:
| County                       | Largest City  | 2010 Census | Area                    |
| ---------------------------- | ------------- | ----------- | ----------------------- |
| Shelby County, Tennessee     | Memphis       | 927,644     | 785 mi² (2033,2 km²)    |
| Desoto County, Mississippi   | Southaven     | 161,252     | 497 mi² (1287,2 km²)    |
| Tipton County, Tennessee     | Atoka         | 61,081      | 473 mi² (1225,1 km²)    |
| Crittenden County, Arkansas  | West Memphis  | 50,902      | 636 mi² (1647,2 km²)    |
| Fayette County, Tennessee    | Oakland       | 38,413      | 706 mi² (1828,5 km²)    |
| Marshall County, Mississippi | Holly Springs | 37,144      | 710 mi² (1838,9 km²)    |
| Tate County, Mississippi     | Senatobia     | 28,886      | 411 mi² (1064,5 km²)    |
| St. Francis County, Arkansas | Forrest City  | 28,258      | 643 mi² (1665,4 km²)    |
| Coahoma County, Mississippi  | Clarksdale    | 26,151      | 583 mi² (1510,0 km²)    |
| Tunica County, Mississippi   | Tunica        | 10,778      | 481 mi² (1245,8 km²)    |
| Benton County, Mississippi   | Hickory Flat  | 8,729       | 409 mi² (1059,3 km²)    |
| Total                        |               | 1,379,238   | 3989 mi² (10 331,5 km²) |

## Ciudades y pueblos

### Lugares con más de100 000habitantes
- Memphis, Tennessee (Ciudad principal)

### Lugares de 50.000 a100 000habitantes
- Bartlett (Tennessee)
- Southaven, Misisipi[8]
- Collierville, Tennessee [9]

### Lugares de 10.000 a50 000habitantes
- Arlington, Tennessee
- Atoka (Tennessee)
- Germantown (Tennessee)
- Hernando, Misisipi
- Lago Horn (Mississippi)
- Marion (Arkansas)
- Lakeland (Tennessee)
- Millington (Tennessee)
- Rama de olivo, Misisipi
- Oeste de Memphis (Arkansas)

### Lugares de 1000 a10 000habitantes
| - Brighton (Tennessee) - Byhalia, Misisipi - Coldwater, Misisipi - Covington (Tennessee) - Earle (Arkansas) - Holly Springs, Misisipi - Mason (Tennessee) - Munford (Tennessee) - Oakland, Tennessee - Piperton (Tennessee) - Pleasant Hill, Misisipi - Rossville (Tennessee) - Senatobia, Misisipi - Somerville (Tennessee) - Tunica, Misisipi - Tunica Resorts, Misisipi (CDP) - Victoria Misisipi (CDP) - Walls, Misisipi - Wynne (Arkansas) |

### Lugares con menos de 1000 habitantes
| - Anthonyville (Arkansas) - Arkabutla, Misisipi (CDP) - Ashland, Misisipi - Belén, Misisipi (CDP) - Braden (Tennessee) - Burlison (Tennessee) - Clarkedale (Arkansas) - Crawfordsville (Arkansas) - Dundee, Misisipi (CDP) - Edmondson (Arkansas) - Eudora, Misisipi (CDP) - Gallaway (Tennessee) - Garland (Tennessee) - Gilmore (Arkansas) - Gilt Edge, Tennessee - Grand Junction (Tennessee) | - Hickory Flat, Misisipi - Horseshoe Lake, Arkansas - Jericho, Arkansas - Jennette (Arkansas) - La Grange (Tennessee) - Lake View, Misisipi (CDP) - Mount Pleasant, Misisipi (CDP) - Moscow, Tennessee - Potts Camp, Misisipi - Red Banks, Misisipi (CDP) - Snow Lake Shores, Misisipi - Strayhorn, Misisipi (CDP) - Sunset, Arkansas - Turrell (Arkansas) - Waterford, Misisipi (CDP) - Williston (Tennessee) |

### Lugares no incorporados
| - Banks, Mississippi - Bruins, Arkansas - Brunswick, Tennessee - Chulahoma, Mississippi - Cockrum, Mississippi - Cordova, Tennessee - Drummonds, Tennessee - Dubbs, Mississippi - Eads, Tennessee - Ellendale, Tennessee - Evansville, Mississippi - Fisherville, Tennessee | - Hickory Withe, Tennessee - Hollywood, Mississippi - Hudsonville, Mississippi - Kerrville, Tennessee - Laconia, Tennessee - Lake Cormorant, Mississippi - Looxahoma, Mississippi - Macon, Tennessee - Mineral Wells, Mississippi - Nesbit, Mississippi - Northaven, Tennessee - Prichard, Mississippi - Randolph, Tennessee | - Reverie, Tennessee - Rosemark, Tennessee - Sarah, Mississippi - Savage, Mississippi - Seyppel, Arkansas - Shell Lake, Arkansas - Shelby Forest, Tennessee - Simsboro, Arkansas - Southwind, Tennessee - Slayden, Mississippi - Thyatira, Mississippi - Tipton, Tennessee - Tyro, Mississippi |

## Demografía
Según estimaciones del censo estadounidense para 2013, había 1 371 110 personas residiendo dentro de la CSA. La composición racial de la CSA era 45,2 % blancos no hispanos, 47,3 % afroamericanos, 0,5 % nativos americanos, 2,2 % asiáticos, <0,1 % isleños del Pacífico e hispanos o latinos de cualquier raza eran el 5,1 % de la población. Memphis es la única área estadística metropolitana/combinada de los Estados Unidos con más de un millón de habitantes que tiene una población de pluralidad/mayoría afroamericana. El área metropolitana de Jackson, Mississippi, también tiene esta distinción, pero solo tiene alrededor de medio millón de habitantes.
El ingreso medio de un hogar en MSA fue de $47,344 y la media fue de $65,463. El ingreso medio de una familia era de 57.780 dólares y la media era de 76.126 dólares. El ingreso per cápita de la MSA fue de 24.675 dólares.